# Gundemaro III
Gundemaro (em latim: Gundemar ou Gundomar; m. 534) foi um rei da Borgonha, filho do também rei Gundebaldo. Governou após a morte de seu irmão mais velho Sigismundo de 524 até sua morte. Tanto ele como seu irmão foram abatidos em batalha pelos filhos do rei merovíngio Clóvis I. Gundemaro fugiu e Sigismundo foi feito prisioneiro por Clodomiro, rei de Orleães.
Gundemaro juntou o exército burgúndio e reconquistou seu território. Enquanto isso, Clodomiro ordenou a morte de Sigismundo e marchou com seu irmão Teodorico I pela Borgonha em 524. Gundemaro e seu exército fugiram, mas Gundemaro foi perseguido. Em 532, os Francos capturaram Gundemaro e em 534 dividiram a Borgonha entre si.